# استن فاکس (بازیکن فوتبال)
استن فاکس (انگلیسی: Stan Fox؛ ۴ ژوئیه ۱۹۰۶ – ۲۰ اوت ۱۹۷۹) بازیکن فوتبال اهل بریتانیا بود.
از باشگاه‌هایی که در آن بازی کرده‌است می‌توان به باشگاه فوتبال یورک سیتی، باشگاه فوتبال بری، و باشگاه فوتبال شفیلد یونایتد اشاره کرد.